# ウーヴェ・ケストナー
ウーヴェ・クルト・ケストナー（Uwe Kurt Kaestner、1939年2月8日 - ）は、ドイツの官僚、外交官。ハンス＝ディートリヒ・ゲンシャー外務大臣のもと、ドイツとポーランドの和解に尽力する。

## 来歴
ウーヴェ・ケストナーは、1939年2月8日にドレスデンにて生まれる。1958年、アビトゥーアに合格したのち、フライブルク大学に入学、法学を専攻する。ケルン大学やボン大学などで学び、1962年に卒業。1966年に「Die Zulässigkeit wirtschaftlicher Integration nach der Verfassung der Vereinigten Staaten von Amerika」をテーマに論文をおさめ、法学博士号を取得した。
1963年、西ドイツ外務省に入省し、上級職研修を受けたのち、政務局東欧部課長、同局ラテンアメリカ部部長、同局アフリカ部部長、同局局長などを務める。
在外ドイツ大使館勤務はエクアドル、南アフリカ共和国、日本、ブラジルなど多岐にわたる。特に駐ブラジルドイツ大使館で、外交官として1966年から1970年までと、大使として2001年から2004年までの7年間を。日本では、1999年9月22日にフランク・エルベに代わり駐日本ドイツ連邦共和国特命全権大使に任命され、同年11月9日、皇居正殿にて信任状を捧呈した。2001年、10月24日に日本を離任した後、在ブラジリア・ドイツ連邦共和国大使館へ赴任した。

## 人物
- 既婚者。
- ドイツ連邦共和国功労勲章を受賞する。